# Petrichevich-Horváth család
A Petrichevich-Horváth család Dalmáciából eredve Horvátországon és a mai Csonka-Magyarországon keresztül jutott el Erdélybe, ahol 1548-ban telepedett meg.
A Petrichevich család története a Mogorovich nemzetség történetével kezdődik melynek első írásbeli emléke 1069-ből fenn is maradt (Polichorion zárai korm. ltár. Kukuljevic: Cod. Dipl. I 132). Ezen a néven él a család a tatárjárásig, mikor is mint annyi sok horvátországi nemzetség első telepesei helyükről a Velebit hegység nyugati lejtőjéről s az alatta elterülő tengerparti síkságról átköltöztek a Velebit keleti lejtőjére a Velebit egyik hegyén épített Raduch várába honnan magukat Raduchiaknak (de Raduch, népies nyelven de Radynavaz ) nevezik és írják. A Velebit lejtője hol a Mogorovich nemzetség ezelőtt tizennégy századdal letelepedett a Magyar Szentkorona Országaihoz tartozott.
A XVI. század elején amikor a török ősi fészküket, Likát elfoglalta, a családot is emigrációra kényszeríttette, minek következményeként kerültek át Erdélybe.
A család története a horvát törzsek dalmáciai honfoglalásával kezdődik s azt négy nagy nemzeti csapás: a horvát nemzeti királyság megszűnte, a tatárjárás, a mohácsi vész és a trianoni békekötés vágja négy korszakra, melyek csaknem önmagukban befejezett, kerek egészet képeznek. Háromszor (1102, 1492, 1556) kerültek bele dinasztiaváltozással járó nagy viharokba, de mindegyiket bölcs előrelátással úgy élték át, hogy soha felségárulásba nem estek, mert az uralkodó család, melynek hűségére felesküdtek, tényleg meg tudta tartani a hatalmát s nem buktak velük. Harcosok és politikusok felváltva követték egymást nemzedékeken keresztül. II. Rudolf király (1599 Nov. 24.) is megörökítette az utókornak, hogy derekasan forgatták a fegyvert: “opibus ac bellica gloria claruisse perhibentur” (gazdagságukkal és harci dicsőségükkel kitűntek) s Báthory István, a nagy erdélyi fejedelem és lengyel király, pedig 1576 Feb. 23. donációs levelében írja ezt a jelmondatnak is beillő dicséretet „invicto pectore” (legyőzhetetlen bátorsággal) szolgálta királyát s a hazát. II. Lipót 1791 május 16-án bárói diplomájában Petrichevich Horváth Kozma altábornagynak, a Mária Terézia rend vitézének “rettenthetetlen bátorságát” dicséri, melyet a hétéves és a moldovai török háborúban tanúsított.
Mint udvari emberek, diplomaták és politikusok különösen kiemelkedtek: a nemzetség első név szerint ismert őse Petrich Mogorovich, ki 878 után a horvát nemzeti királyság idejében volt bán, valamint a második Petrich comes de genere Mogorovich, ki 1102-ben 11 társával Kálmán királlyal megköti a sokat vitatott paktumot az Árpád-háznak a horvát trónra vonatkozó igényének elismerésére. 1322-ben Disislavich Péter comes de genere Mogorovich Róbert Károly bizalmi embere és Carlopagoban a záraiakkal együtt kormányzó.
1240-ben Mogorovich János [kit Raduchi Jánosnak is neveznek] IV. Béla testőre, udvari embere és tanácsos (miles et consiliarius), ennek dédunokája Raduchi Jakab, ki Petrich-től Petrichevichnek is neveztetik, legum doctor, Nápolyi László király principalis consiliariusa s tevékeny részt vesz abban a hatalmas diplomáciai munkában, melynek célja a Magyar Korona megszerzése és Dalmácia uralmának biztosítása. Mint Zára követe jelenik meg a turini béketraktán 1381-ben, mikor Nagy Lajos és Velence megegyeznek.
Petrichevich Pál 1492. év hamvazó szerdáján Budán 63 társával pecsételi meg a Habsburg-ház trónkövetelési igényét elismerő okiratot a Horvát-szlavon nemesség nevében.
Raduchi Petrichevich János (1518.) I: Ferdinánd Raduchi Petrichevich Miklós
Izabella királynő kancellárjának tagja, s ő az erdélyi rendek követe 1552-ben Ferdinánd királyhoz.
Miketinczi Petrichevich Gáspár Zágráb és kőrösmegyei főispán, Horvátország főjegyzője, 1596 ban al-bánja.
Petrichevich Horváth Kozma (1523-1590) fogarasi főkapitány, fejedelmi tanácsos és zarándi főispán a Báthoryak híve, Báthory István lengyel király bizalmas embere sok fontos országos ügyben, kinek hűsége és vitézsége Békés Gáspár ellen a kerelőszentpáli győzelem kivívásában nagyban megsegítette Báthoryt.
Széplaki Petrichevich Horváth János (1556-1620) Bethlen Gábor emigrációja idején 1603-ban egyik fő bizalmasa, s mikor Bethlen az erdélyi fejedelemséget elnyeri, egy hónap alatt (1616 áprilisában) 5 donációval jutalmazza.
Széplaki Petrichevich Horváth Kozma (1634-1690) “a híres táblafia”, Apor Péter szerint a Compillata Constitutiok egyik társ-redigatora, Thökölyt kíséri Havasföldre két fivérével Miklóssal és Ferenccel együtt, Miklós pedig Apaffi Mihály állandó követe a császárhoz, a Leopoldinum Diploma után consiliarius.
Raduchi Petrichevich (Hreljac) György a XVI. században I Ferdinánd, Miska, II. Rudolf alatt udvari apród s csaknem 30 évet tölt a bécsi udvarnál különböző bizalmi állásban. Komlódi Petrichevich György (†1632) Brandenburgi Katalin udvarmestere.
Báró Petrichevich Horváth János 1848-ban mint a magyar nemesi testőrség hadnagya védelmezi a bécsi forradalom idején a veszélyben lévő császár-királyi családot s magyar lovas testőrségével fedezi az udvar menekülését Innsbruckba. Jutalma állandó királyi kegy, bárói, grófi rangemelés, és magasan ívelő katonai pálya, melyet mint altábornagy, vbtt. s a 12. lovas vértes ezred tulajdonosa fejez be.
Petrichevich Horváth Albert csaknem 30 évig főispán s állandóan nehéz viszonyok között teljesített szolgálatáért Szent István rendet vbtt. és báróságot nyert. Ő volt az agyagfalvi székely gyűlés követe Br. Puchnerhez, Erdély katonai parancsnokához.
És végül de nem utolsósorban néhány okos hőslelkű, szenvedő asszony.
Miketinczi Gerebeni Klára, Petrichevich György felesége (†1540) ki török ellen 1539-ben rettenthetetlen bátorsággal küzdve népével fogságba került s úgy váltja ki a családja, mint harcost és katonát illik, 300 arany forintért, gróf Zrínyi János aurániai perjelségi kormányzó által.
Petrichevich Klára (†1641) oltszemi Mikó Györgyné, Lorántffy Zsuzsanna fejedelemasszony s később Brandenburgi Katalin fejedelemasszony főudvarmesternője, kinek kiterjedt levelezése nagy diplomáciai jártasságról s magas szellemi nívóról tesz tanúságot.
Petrichevich Horváth Anna (sz. 1620) Barcsay Ákos erdélyi fejedelem első felesége.
Petrichevich Horváth Kozmáné Folthy Borbála (1641 1710), ki fiával, Boldizsárral együtt Rákóczit kövei Magyarországra miután Erdélyt a császáriak elfoglalják s a hosszú bujdosás alatt s bátor, nem csüggedő lélekkel várja Huszton Rákóczi hanyatló csillagának újbóli feltűnését.
A szegény szelíd buzini Keglevich Katalin (†1659) kit férje, miketinczi Petrichevich Ferenc hirtelen haragjában karddal megölt; férje e miatt, mert itt fej- és jószágvesztésre ítélték, Drezdában bujdosott, s ott a szász választófejedelem udvarában lovastestőr lett.
Petrichevich Erzsébet báró majd gróf szlavetichi Orsich Ferenc, Modrus megye örökös főispánja, királyi pohárnok ezredes neje érdemeit I. Lipót 1682. április 28. donációjában külön kiemeli.
A tudomány a művészetek és az irodalom iránt is állandó vonzódás jellemezte családot. Páratlanul ál memorie irodalmunkban az a tény, hogy azon négy évszázad eseményeiről, mialatt Erdélyben éltek, csaknem megszakítás nélkül írtak krónikákat.
Petrichevich Horváth Kozmával kezdődik a krónikaírók sora s folytatódik Boldizsáron, Miklóson át Ferencig, kiknek hatalmas munkája összeköti a régi világot az új felvilágosult korszakkal. Károly, Dániel, János, Lázár, Albert a XX. század első feléig folytatták azt.
Nemcsak családtörténeti jelentőségű írások ezek, melyek közreadásával Erdély XVII-XIX. századi kultúrtörténelmét óhajtották szolgálni, de a nyilvánosságnak is írtak.
Petrichevich Horváth Ferenc: Apologia Fratrum Unitariorum (1700) műve a hitvitázó és védő írások gyöngye mely ma sem vesztett el értékét.
Petrichevich Horváth Lázár (1807-1851) úttörő munkája a magyar társadalmi regényfaj, a pallérozott kritika és a művelt irodalmi élet megteremtése.
Petrichevich Horváth Dániel (1769-1842) érdemei az erdélyi Magyar Nemzeti Színház megépítése és a magyar színjátszás organizálassa körül közismertek. Ő és Petrichevich Horváth Károly (1776-1830) úgyis mint műfordítók a külföldi színművek egész tömegét tették a magyar közönség számára élvezhetővé.
Petrichevich Horváth Miklós (1829-1895) regényei és publicisztikai működése révén a kiegyezés utáni kor irodalmi életének jellegzetes alakja volt.
A betű az írás rajongói voltak s a magyar művelődés és nyelv áldozatkész úttörői.
A család egyik ága az unitárius vallásban élt János Zsigmond fejedelem óta. Védelmezői és bőkezű fundátorai voltak sokszor szorongatott egyházuknak, melynek három évszázadon át 5 főgondnokot adtak, köztük Petrichevich Horváth Ferencet (1732-1804) kinek köszönheti az unitárizmus, hogy a XVIII. század-közepi üldözés után ismét életre kelt. Egyházaik és iskoláik legtöbb alapítványát Petrichevich Horváth és leányágon ide egyesült Suky-család áldozatkészsége adta.
Mindenfelé szerteszéjjel porladnak a család csontjai a csatatereken: Zárától Drezdáig, Szigetvártól Brassóig, Lengyelországban, Olaszországban csak úgy mint Moldvában és a Balkánon, vérük hullásával áldoztak királyukért és hazájuk szabadságáért. Számtalan donáció, magas katonai és közjogi méltóságok, hét bárói és három grófi rangemelés, Mária Terézia rendek, belső titkos tanácsosságok jelzik a pályát, melyet befutottak. De ki győzné valamennyit felsorolni! Petrichevich Horváth Kozma 1668 i Emlékiratának bevezetése szerint “bárha az utódok előtt lelkesítő példa lenne a múlt és őseink élete”.

## Története
Ez a család a Mogorovich nemzetségből származik, eredetileg Petrichevich néven voltak ismertek a családtagok. A család felemelkedése az 1585-ben született Miklóssal kezdődött, aki már Petrichevich-Horváth néven szerepelt, szülőfalujáról, a Szolnok-Doboka vármegye területén fekvő Széplakról már elnevét is viselte. Ennek a Miklósnak Kozma nevű fia már a Fejedelmi Tábla bírája volt. Egy későbbi családtag, Boldizsár többek között az Unitárius Egyház főgondnoka volt, fia, Dániel lovassági őrnagy viszont áttért a katolikus hitre. Dániel fia, Dániel neves mecénás és szintén őrnagy volt. Ez utóbbi Dániel fia, Lázár neves író, és az MTA tagja is volt. A családból Albert 1859. november 28-án bárói címet kapott, ezzel családját a főnemesek közé emelte. Az 1872-ben született Petrichevich-Horváth Arthúr egyházi tanácsos szintén bárói rangra emelkedett 1894. május 30-án.
A Petrichevich-Horváth család két ága saját vezetéknevet vett fel. Dániel, a neves mecénás legidősebb fiát, Jánost, Tholdy Sámuel gróf fogadta örökbe, így ő lett a Horváth-Tholdy család alapítója.
A másik ilyen esetben, az előbbi János elsőfokú unokatestvére, Mihály volt az, aki Inczédy Mária bárónőt vette nőül, gyermekeik pedig már a Horváth-Inczédy nevet viselték.

## Nevezetes családtagok
- Petrichevich-Horváth Albert (1801–1874) kamarás, politikus, főispán
- Petrichevich-Horváth Boldizsár (1714–1777) az Unitárius Egyház főgondnoka
- Petrichevich-Horváth Dániel (1769–1842) őrnagy, a magyar színészet mecénása
- Petrichevich-Horváth Emil (1881–1945) politikus, egyetemi tanár
- Petrichevich-Horváth Ferenc (1731–1804) az Unitárius Egyház főgondnoka
- Petrichevich-Horváth Lázár (1807–1851) író, hírlapíró, az MTA tagja